# Gwizdały
Gwizdały (prononciation : [ɡvizˈdawɨ]) est un village de polonais, situé dans la gmina de Łochów de la Powiat de Węgrów et dans la voïvodie de Mazovie dans le centre-est de la Pologne.
Le village a une population de 630 habitants en 2006.